# Fóios (Sabugal)
Fóios es una freguesia portuguesa situada en el municipio de Sabugal. Según el censo de 2021, tiene una población de 310 habitantes.